# Сакро-Монте-ди-Варалло

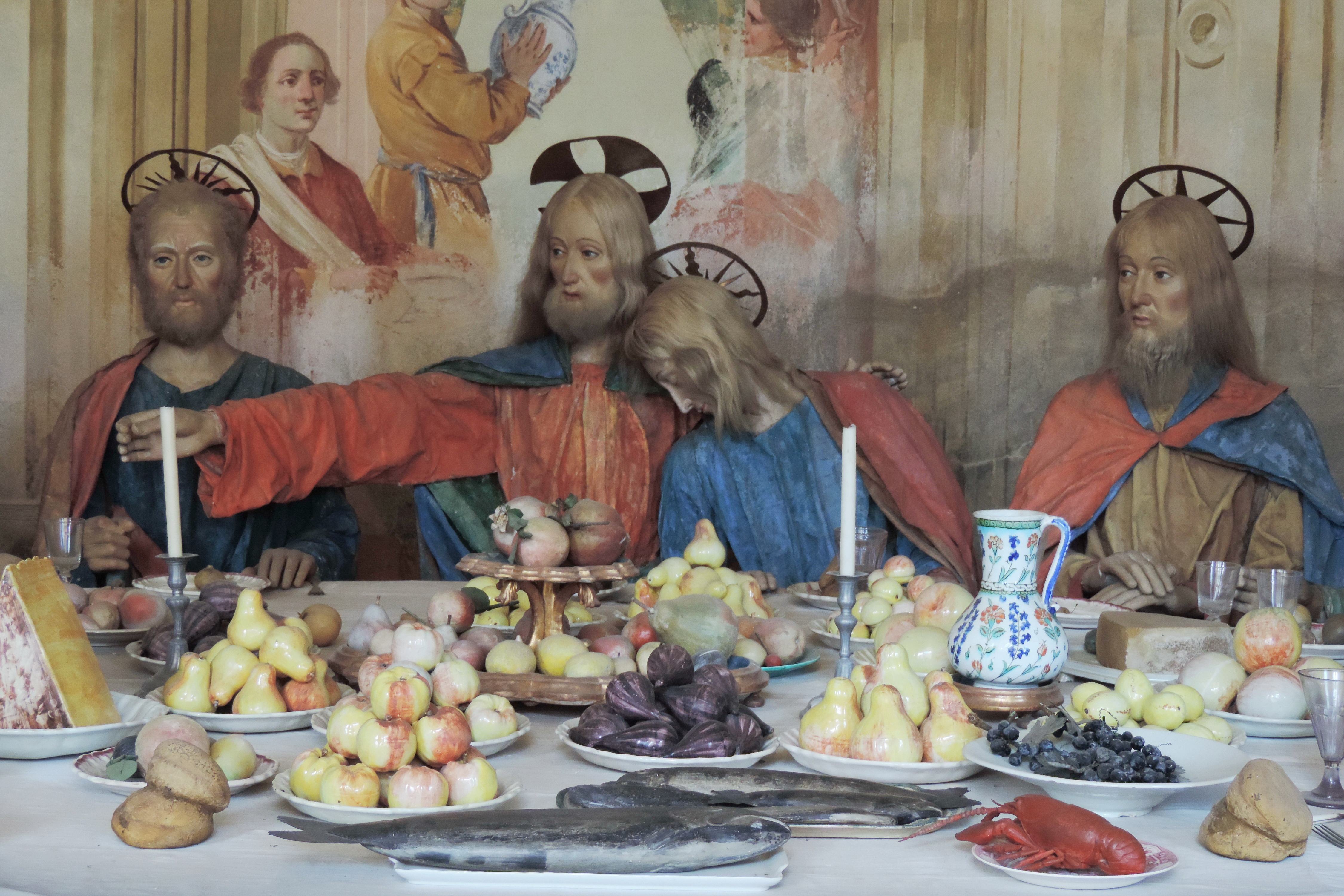
Неизвестный мастер. Тайная вечеря. Дерево, роспись. Ок. 1500—1505 гг.

Сакро-Монте-ди-Варалло (итал. Sacro Monte di Varallo, «Святая гора в Варалло») — францисканский монастырь в Италии, близ городка Варалло в долине Вальсезия (регион Пьемонт, северо-западная Италия). В альпийской области Ломбардия-Пьемонт имеется девять ансамблей религиозной архитектуры близ местечек Варалло, Орта-Сан-Джулио, Серралунга-ди-Креа, Бьелла, Вальперга, Гиффа, Домодоссола, Варесе, Оссуччо. В 2003 году они были включены в список Всемирного наследия ЮНЕСКО. При этом подчёркивалось, что все капеллы имеют высокую религиозную, художественную и эстетическую ценность.
Среди них Сакро-Монте-ди-Варалло наиболее примечательна. Идея создания «Святых гор» (Сакри-Монти) связана с возросшей опасностью паломничества в Святую землю в XV веке из-за нашествия турок. Символическое воспроизведение Крестного пути (лат. Via Crucis) — традиционное для католического мироощущения, богослужения и сакрального искусства действо, воссоздающее в памяти основные моменты страданий Крестного пути Иисуса Христа на Голгофу.
Первые символические копии Крестного пути были созданы близ Абруццо ещё в 1453 году. Строительство Сакро-Монте на высокой скалистой горе с видом на город Варалло было задумано в 1481 году францисканским монахом, братом Бернардино Кайми (ит.). Согласно легенде, в 389 году святому Амвросию Медиоланскому в этом месте было видение Мадонны. Преодолевая подъём в гору, паломники приобщались к Святым тайнам.
Базилика и сорок четыре малых капеллы были заложены в Варалло в 1491 году Б. Кайми при поддержке миланского герцога Лодовико Сфорца (Иль Моро). В 1530-х годах при участии живописца и скульптора Гауденцио Феррари и его помощника Бернардино Ланино создавались скульптуры и росписи. Капеллы располагаются на склонах горы Трёх Крестов на левом берегу реки Сезия, которая протекает по долине Мосталоне, и соединены извилистой, поднимающейся в гору дорогой. Капеллы Гроба Господня, Вознесения и Поклонения (последнее, вероятно, происходит от деревянного Оплакивания, работы миланцев Джованни Пьетро и Джованни Амброджо де Донати, ныне находящегося в Муниципальной художественной галерее Варалло) были закончены в том же году. Четырнадцать других воспроизводят «остановки» Крестного пути (лат. Stazioni della Via Crucis).
Внутри капелл с фресками находятся композиции, населённые примерно восемью сотнями скульптур, представляющих евангельских персонажей в натуральную величину. Некоторые сцены включают не менее тридцати фигур. Выполненные из дерева и терракоты, они одеты в настоящие одежды и парики, натурально раскрашены, и в потоках света, падающих из зарешёченных окон и дверей, производят магическое и подчас пугающее впечатление. Гауденцио Феррари работал в Сакро-Монте до 1528 года в качестве проектировщика нескольких капелл, автора многих скульптур (созданные им деревянные модели позднее переводили в терракоту) и фресок, которые служат фоном для «театральных» сцен.
После ухода Феррари работы в 1565—1568 годах продолжались под руководством архитектора Галеаццо Алесси, который задумал новое расположение капелл, не на топологической основе (показывающей места паломничества: Назарет, Вифлеем и Иерусалим, как это было в проекте Бернардино Кайми), а в хронологическом порядке, чтобы показать паломнику, от капеллы к капелле, этапы земного пути Иисуса. Во второй половине шестнадцатого века судьба Сакро-Монте была связана с деятельностью святого Карла Борромео. Святой посетил это место четыре раза, и это значительно повысило престиж Нового Иерусалима. Сакро-Монте посещали многие духовные лица и коронованные особы.
Новое строительство «великого горного театра» длилось в 1605—1623 годах. Живописцем на этот раз был Андре Жан Лебрен. «Каскад капелл» в Варалло послужил прообразом для остальных «Святых гор», отстроенных в предгорьях Альп (в том числе на территории современной Швейцарии — близ Бриссаго и Локарно).